# Heartone project
heartone project（ハートーン・プロジェクト）は東日本大震災の被災者を支援する目的で、日本のインディーズシーンで活動する歌手やミュージシャンを中心に構成された任意団体である。通称、heartone（ハートーン）。

## 概要
2011年4月17日、梶原茂人、浅野ケン、和田春らによって発足。

2011年7月6日より同名のチャリティーイベントを年間4〜6本ペースで開催。イベント収益を貯金し毎年3月に被災地のNPO等へ現金や物品を直接届けている。

## 参加アーティスト
50音順

- AIJ
- 浅野ケン
- @Minx
- 池田彩
- 糸あゆみ
- エブリシェイシェイシェ
- 大町奈津子
- 大貫和紀
- OVER
- 梶原茂人
- 工藤勝洋
- 咲岡里奈
- 爽 with LiL★A
- Splash!
- 2Z
- 中村かおり
- 中村隆道
- 成田浩一郎
- Verge
- 本田義博
- MANA meets Blue Bajou
- MARIE
- ミチルロンド
- 610
- 山本英美
- yuuka
- 和田春

## イベント開催実績

### 2011年度
- 2011年7月6日　浅草KURAWOOD「heartone」
- 2011年8月10日　浅草KURAWOOD「heartone #2」
- 2011年10月18日　大塚Deepa「heartone #3」
- 2012年1月13日　大塚Deepa「heartone #4」

### 2012年度
- 2012年5月29日　大塚Deepa「heartone #5」
- 2012年6月29日　六本木天井裏「heartone presents 池田彩アコースティックライブ特別編」
- 2012年7月26日　大塚Deepa「heartone presents 糸あゆみ × MANA meets Blue Bajou ツーマンライブ」
- 2012年8月29日　大塚Deepa「heartone #6」
- 2012年10月29日　大塚Deepa「heartone #7」
- 2012年12月20日　大塚Deepa「heartone presents クリスマスライブ」

### 2013年度
- 2013年4月15日　大塚Deepa「heartone #8」
- 2013年6月3日　大塚Deepa「heartone #9」
- 2013年7月11日　大塚Deepa「heartone girls」
- 2013年8月29日　大塚Deepa「heartone #10」
- 2013年10月23日　大塚Deepa「heartone #11」

## 寄付実績

### 2011年度
- 2012年3月19日　特定非営利活動法人JETOみやぎ　現金124,000円

### 2012年度
- 2013年3月23日　NPO法人まごころサービス福島センター　楽器等297,489円分
- 2013年3月23日　特定非営利活動法人JETOみやぎ　現金130,000円

### 2013年度
- 2014年3月28日　特定非営利活動法人JETOみやぎ　現金180,000円